# George E. Outland
George Elmer Outland (ur. 8 października 1906 w hrabstwie Ventura, zm. 2 marca 1981 w Anacortes) – amerykański polityk, członek Partii Demokratycznej.

## Działalność polityczna
W okresie od 3 stycznia 1943 do 3 stycznia 1947 przez dwie kadencje był przedstawicielem 11. okręgu wyborczego w stanie Kalifornia w Izbie Reprezentantów Stanów Zjednoczonych.